# Estanh Long de Colomèrs
L'estanh Long de Colomèrs és un llac glacial que es troba a la conca oriental del Circ de Colomèrs al vessant nord del Pirineu. La seva altitud és 2.168 metres i la seva superfície és de 3,91 hectàrees. Forma part de la zona perifèrica del Parc Nacional d'Aigüestortes i Estany de Sant Maurici, i pertany al terme municipal de Naut Aran a la vall d'Aran.
Està alimentat de manera natural pels emissaris de l'estany Redon, i desaigua als estanys Lac de Clòto de Dalt i Lac de Clòto de Baish.
Rutes
Procedint des del refugi de Colomers (2.135 metres) cal seguir el sender GR 11 en direcció el Port de Ratera i s'arriba ràpidament a l'estany Long de Colomèrs.